# Anas georgica
El pato maicero, pato jergón grande, ánade maicero  o pato piquidorado (Anas georgica) es una especie de ave anseriforme de la familia Anatidae endémica de Sudamérica.

## Distribución
Su área de distribución geográfica va del sur de Brasil hasta el sur de Chile y de Argentina (hasta la isla Grande de Tierra del Fuego). Su distribución continúa en la cordillera de los Andes, pasando por Perú y Ecuador llegando hasta Colombia. También se encuentra presente en las islas Georgias del Sur.

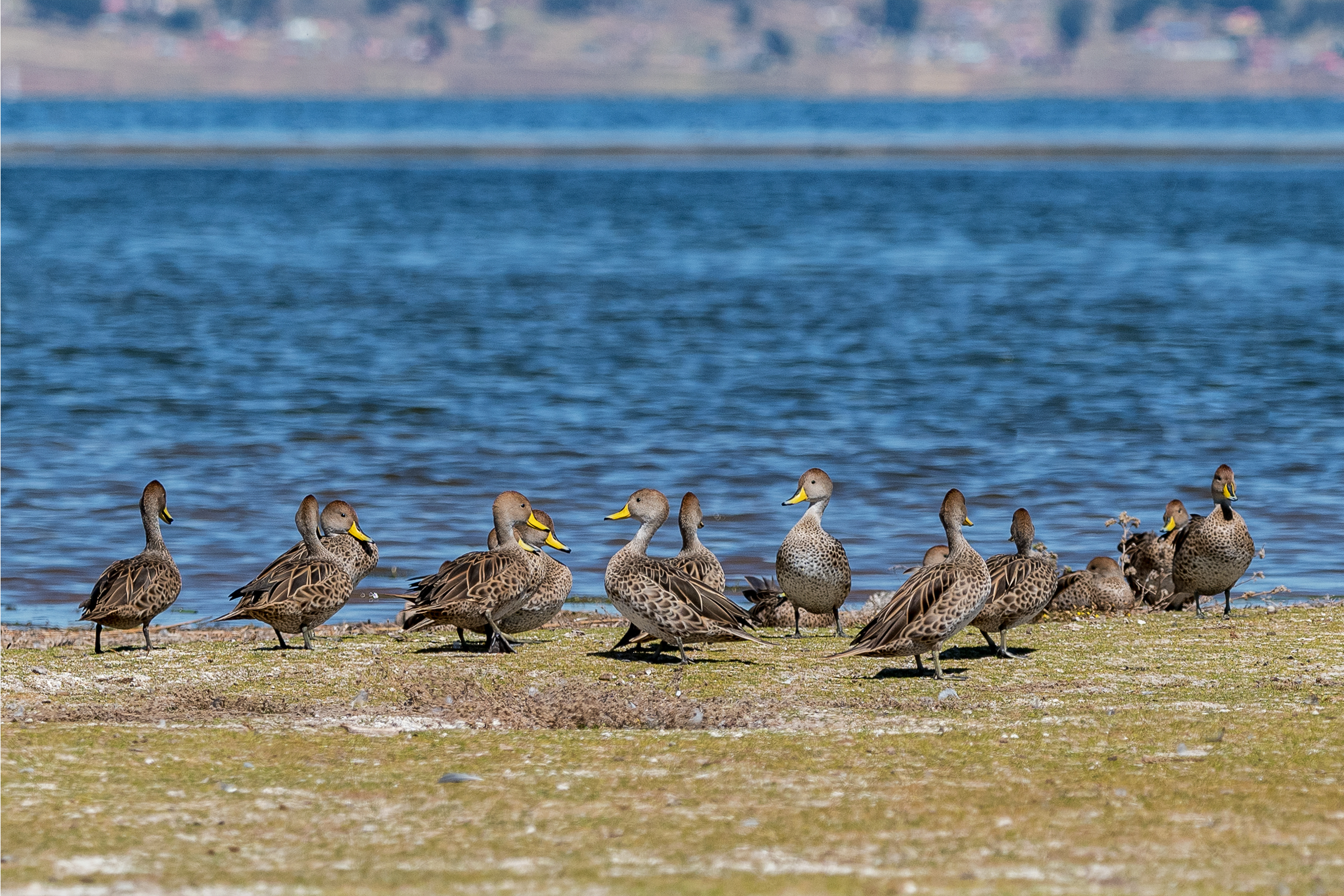
Grupo de patos maiceros (Anas georgica) en Bolivia.

## Descripción
Se lo puede confundir con el pato barcino (A. flavirostris), pero el pato maicero es más grande, de aproximadamente 39 cm, contra los 33 cm del pato barcino. El largo total es de 48 a 54 cm. El macho pesa de 700 a 800 g, mientras que la hembra, algo menor, pesa de 600 a 700 g. El pato maicero tiene una cola larga y aguda; tiene también el cuello más largo que el pato barcino.
Se parece a anas acuta, pero no puede confundirse con él, porque su distribución no coincide y porque su pico es amarillo.

## Comportamiento
Se alimenta de pequeños invertebrados y terrestres. También come algas y granos; de ahí su nombre común de pato maicero, aunque también aprovecha cultivos como el arroz, trigo, cebada, soja, etc. Cuando el pato maicero nada, su pecho está más sumergido que el resto de su línea de flotación.
En los inviernos las poblaciones del archipiélago de Tierra del Fuego migran hacia la Zona Central de Chile, el Uruguay, y el centro de la Argentina.

### Hábitat
Habita en los lagos y lagunas de agua dulce, así como en estuarios, y frecuenta la costa marina. Habita desde el nivel del mar hasta los 4600 m s. n. m..

### Reproducción
El nido es una depresión en el suelo, cercano a la ribera, forrado con plumas pequeñas y con pasto cercano para tapar los huevos durante la ausencia de la hembra. La nidada consta de entre tres y doce huevos. La incubación tarda veintiséis días y es llevada a cabo por la hembra. Una vez nacidos los pichones, el padre se mantiene con la familia.

## Galería de imágenes

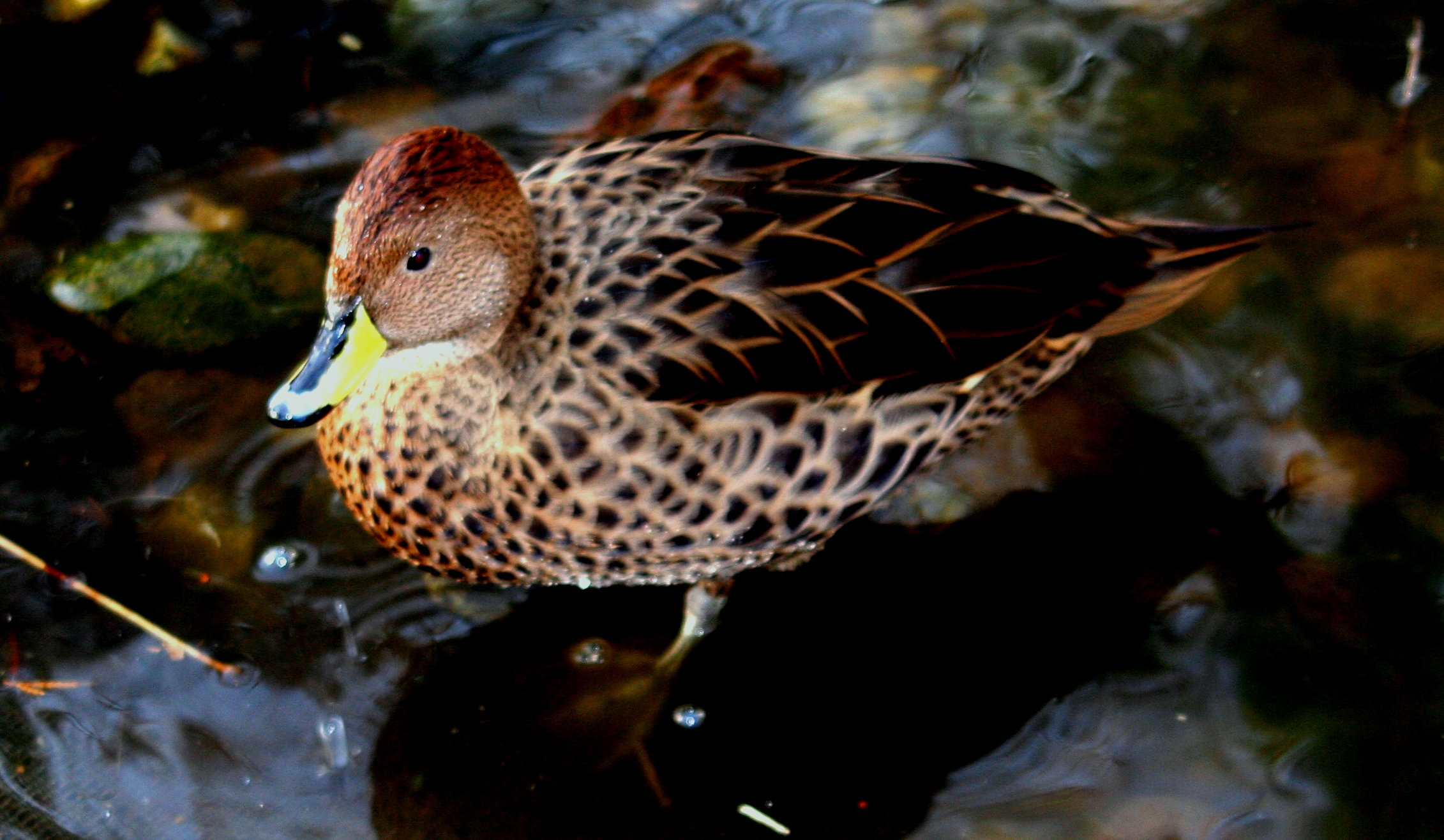
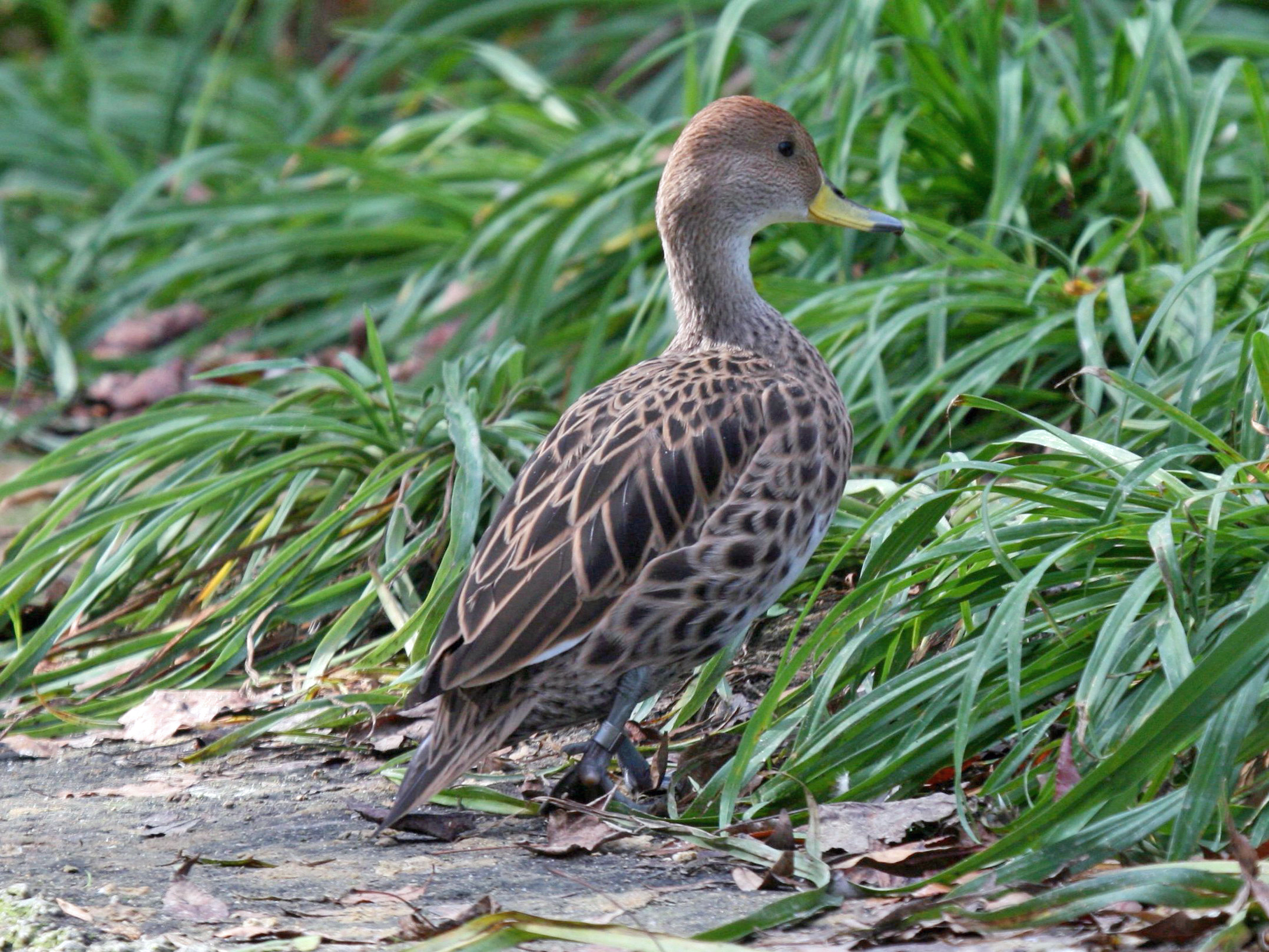
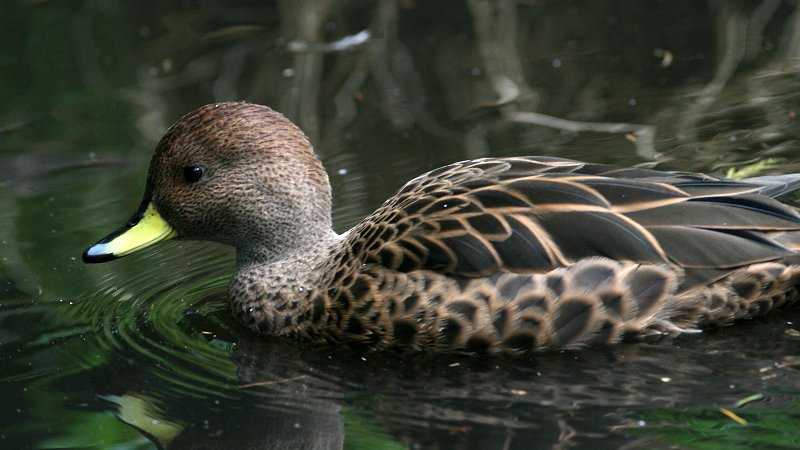
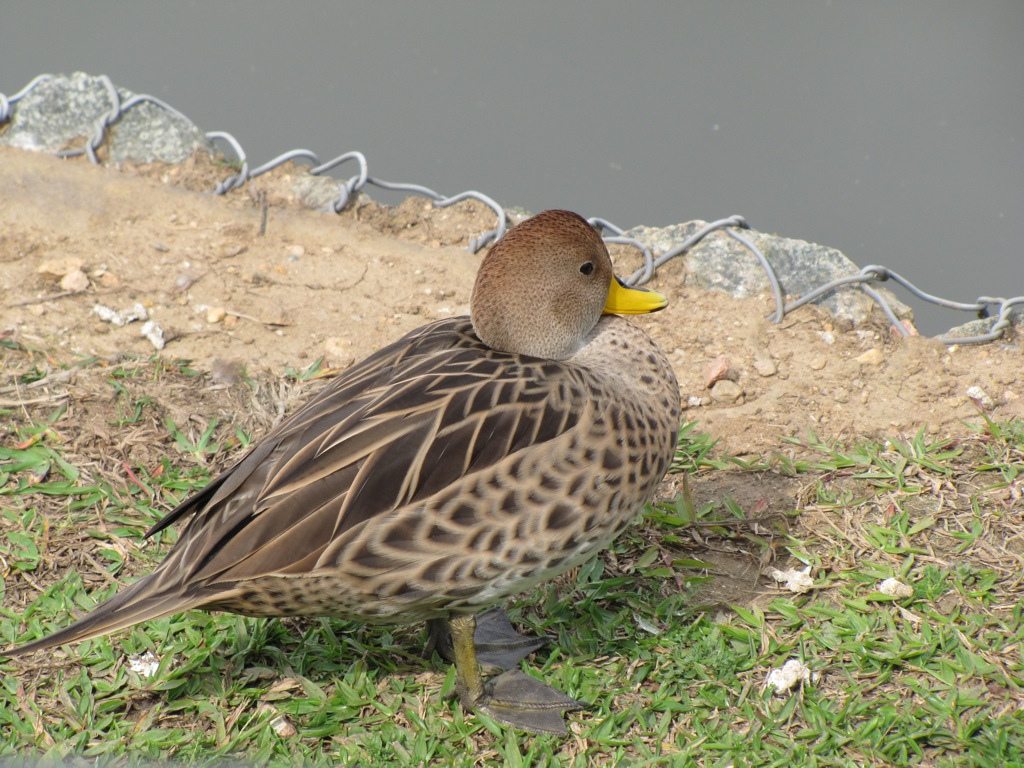
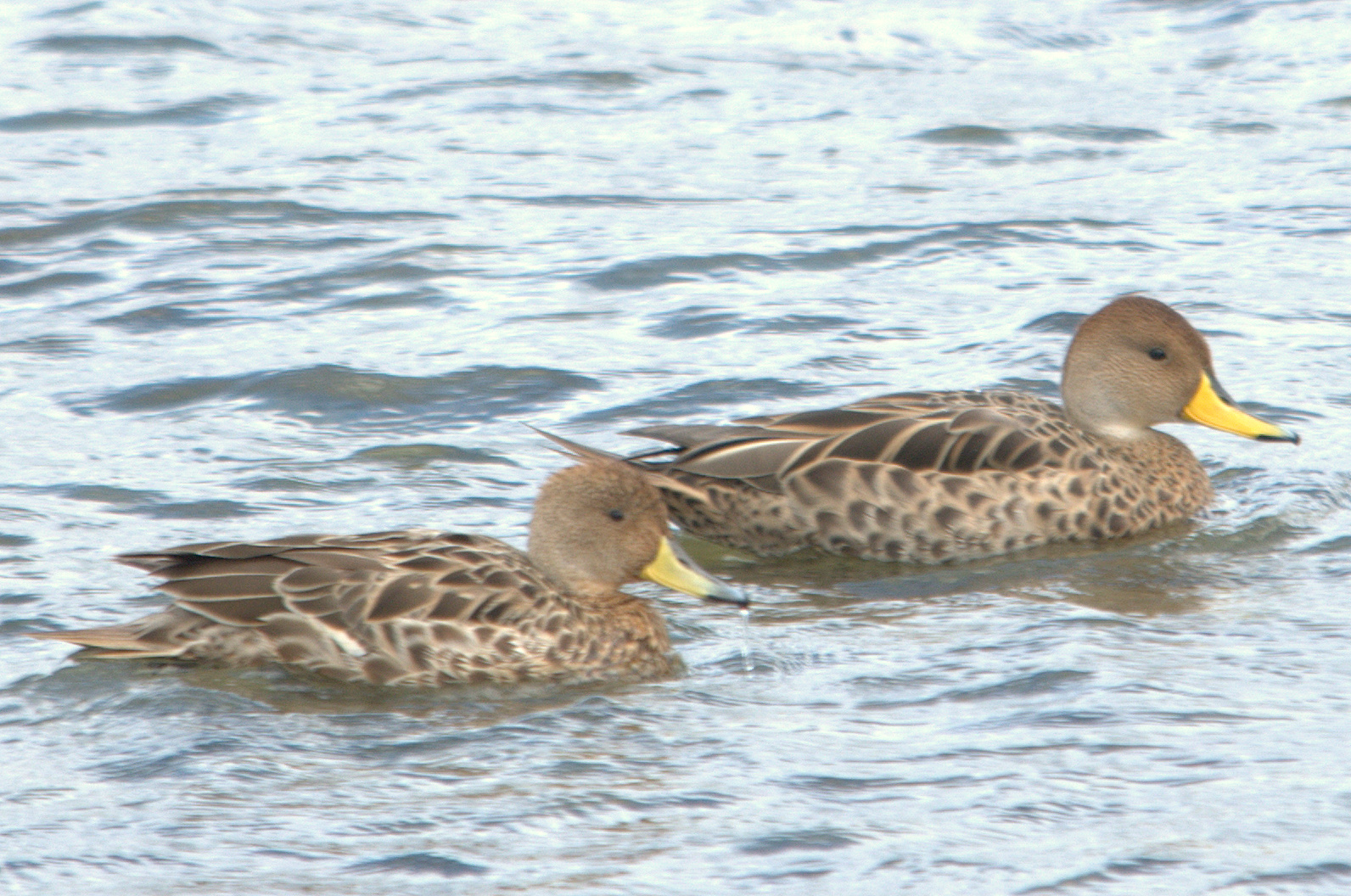